# Apogon fasciatus
Apogon fasciatus är en fiskart som först beskrevs av White, 1790.  Apogon fasciatus ingår i släktet Apogon och familjen Apogonidae. Inga underarter finns listade i Catalogue of Life.